# سنت لوئیس (میشیگان)
سنت لوئیس، میشیگان (به انگلیسی: St. Louis, Michigan) یک شهر در ایالات متحده آمریکا با جمعیت ۷٬۴۸۲ نفر است که در میشیگان واقع شده‌است.

## موقعیت جغرافیایی
موقعیت جغرافیایی شهرها و مناطق اطراف به شرح زیر است: